# G7 del 2020
Il 46º vertice del G7 si sarebbe dovuto svolgere a Camp David, in Maryland, negli Stati Uniti d'America dal 10 al 12 giugno 2020; inizialmente previsto al Trump National Doral a Miami in Florida, la sede era stata spostata in seguito alle polemiche per un conflitto d'interessi del Presidente degli Stati Uniti d'America Donald Trump. Tuttavia, il 20 marzo 2020 Trump ha annunciato l'annullamento dell'incontro a causa della pandemia di COVID-19, annunciando che per la prima volta il meeting si sarebbe tenuto in videoconferenza. Il successivo 31 maggio Trump ha però deciso di rinviare il summit a settembre per consentire la partecipazione di persona dei leader. Nell'agosto 2020 il presidente ha nuovamente posticipato il meeting a dopo le elezioni presidenziali di novembre. A seguito dei risultati di quest'ultima tornata elettorale, il summit è stato di fatto cancellato.

## Partecipanti previsti

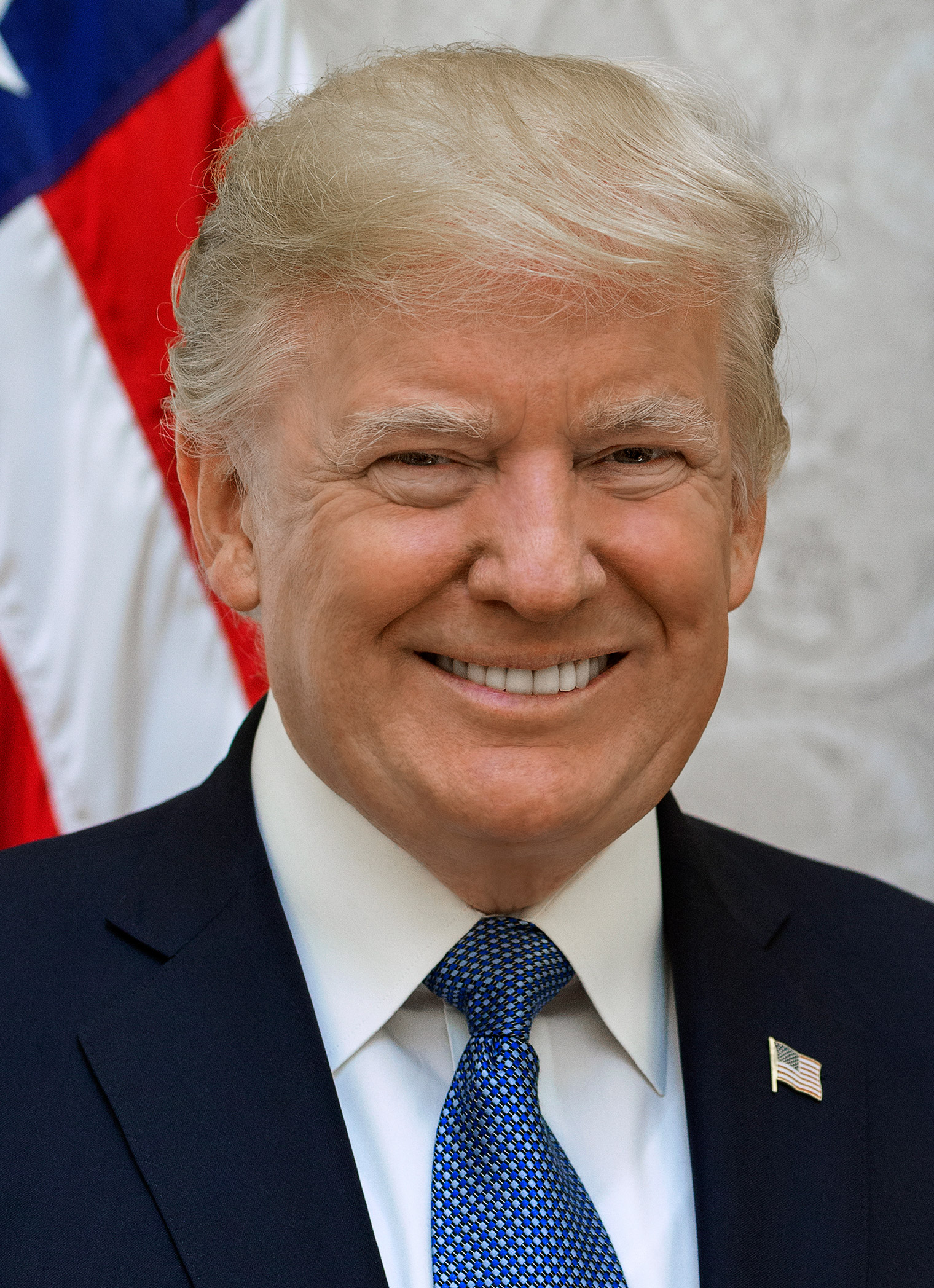
USA Donald Trump, Presidente
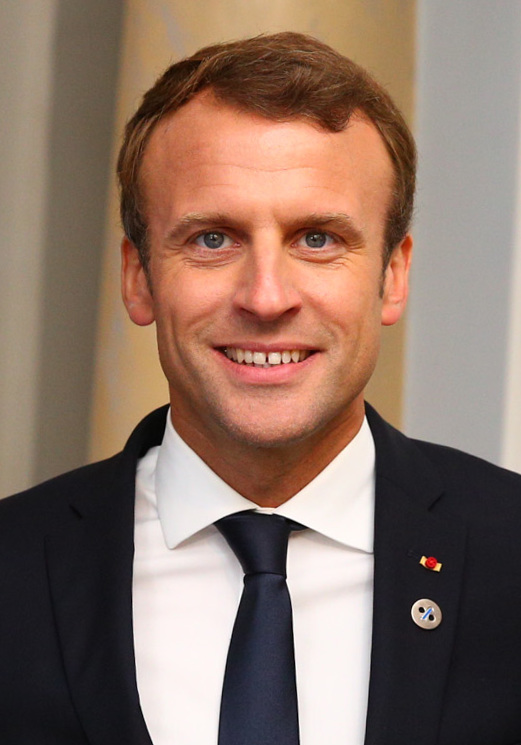
FRA Emmanuel Macron, Presidente
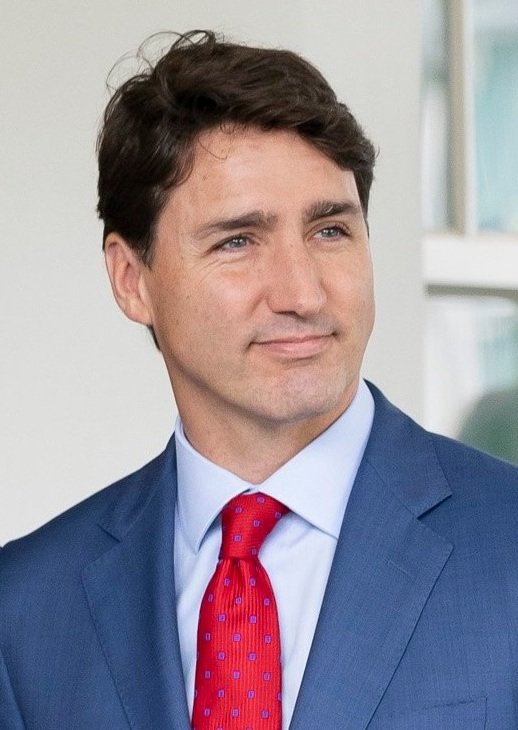
CAN Justin Trudeau, Primo ministro
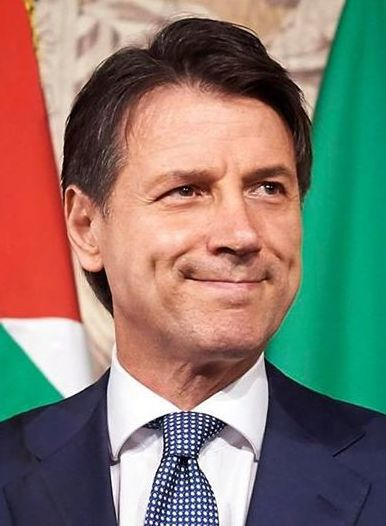
ITA Giuseppe Conte, Presidente del Consiglio
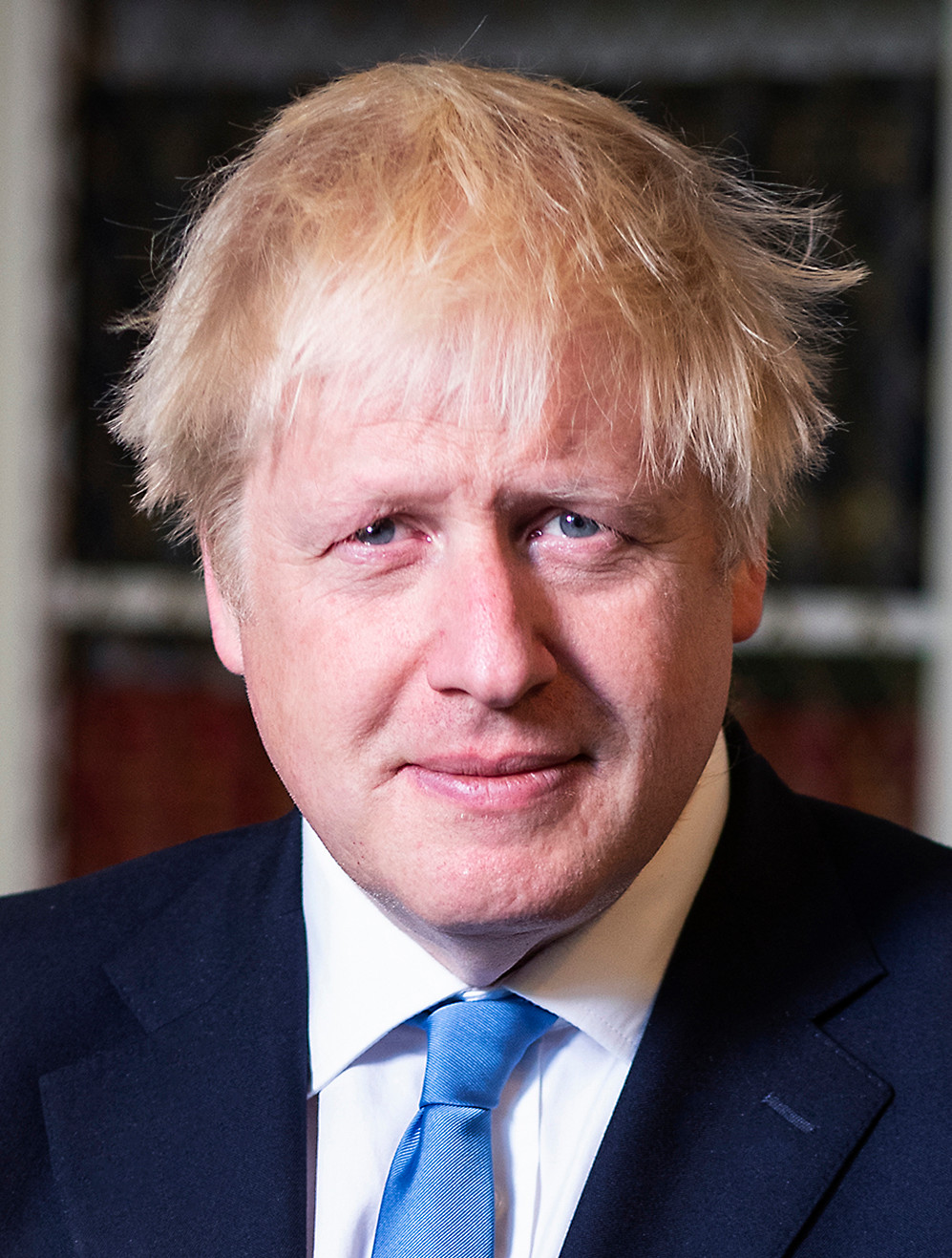
GBR Boris Johnson, Primo ministro
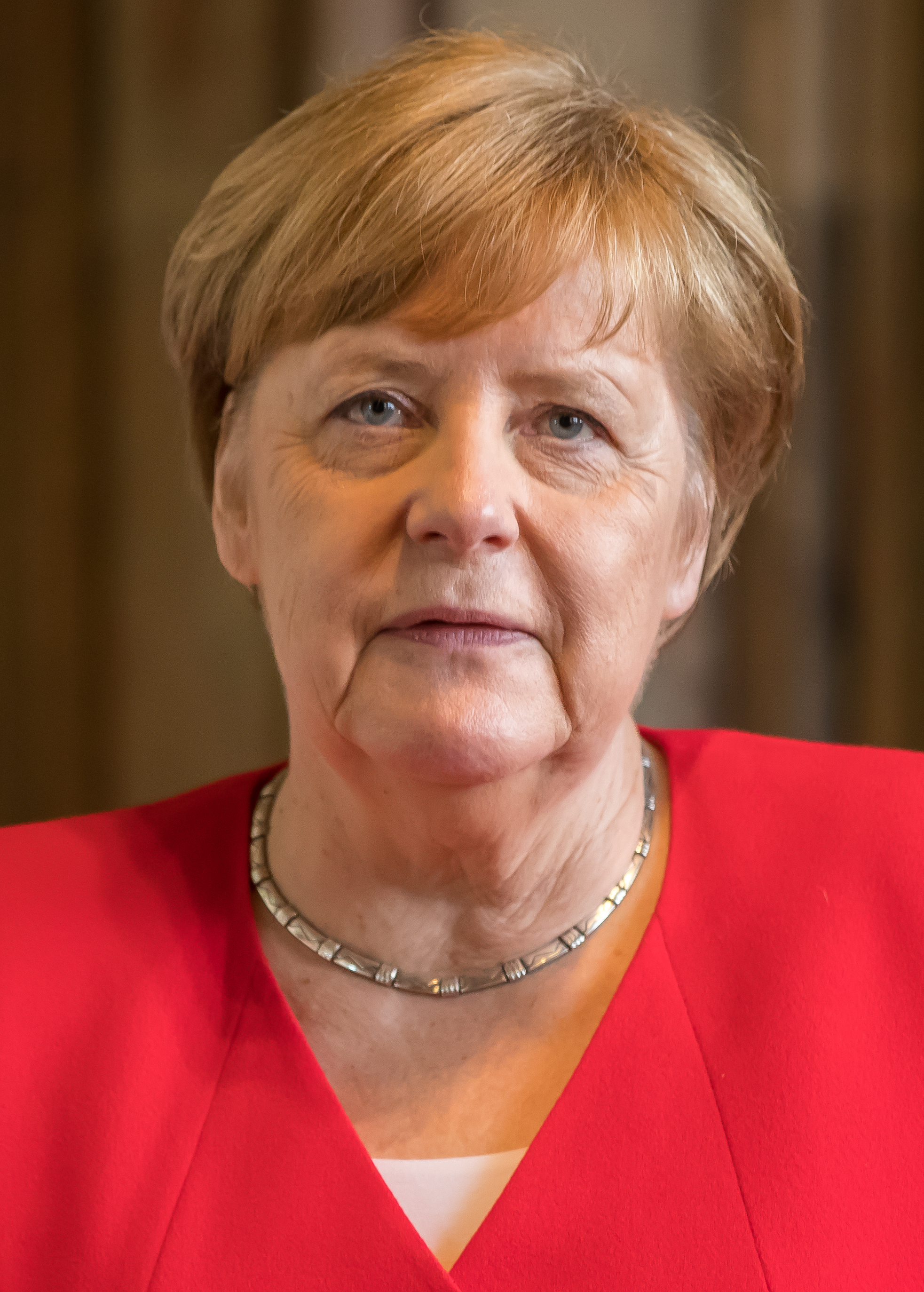
DEU Angela Merkel, Cancelliere
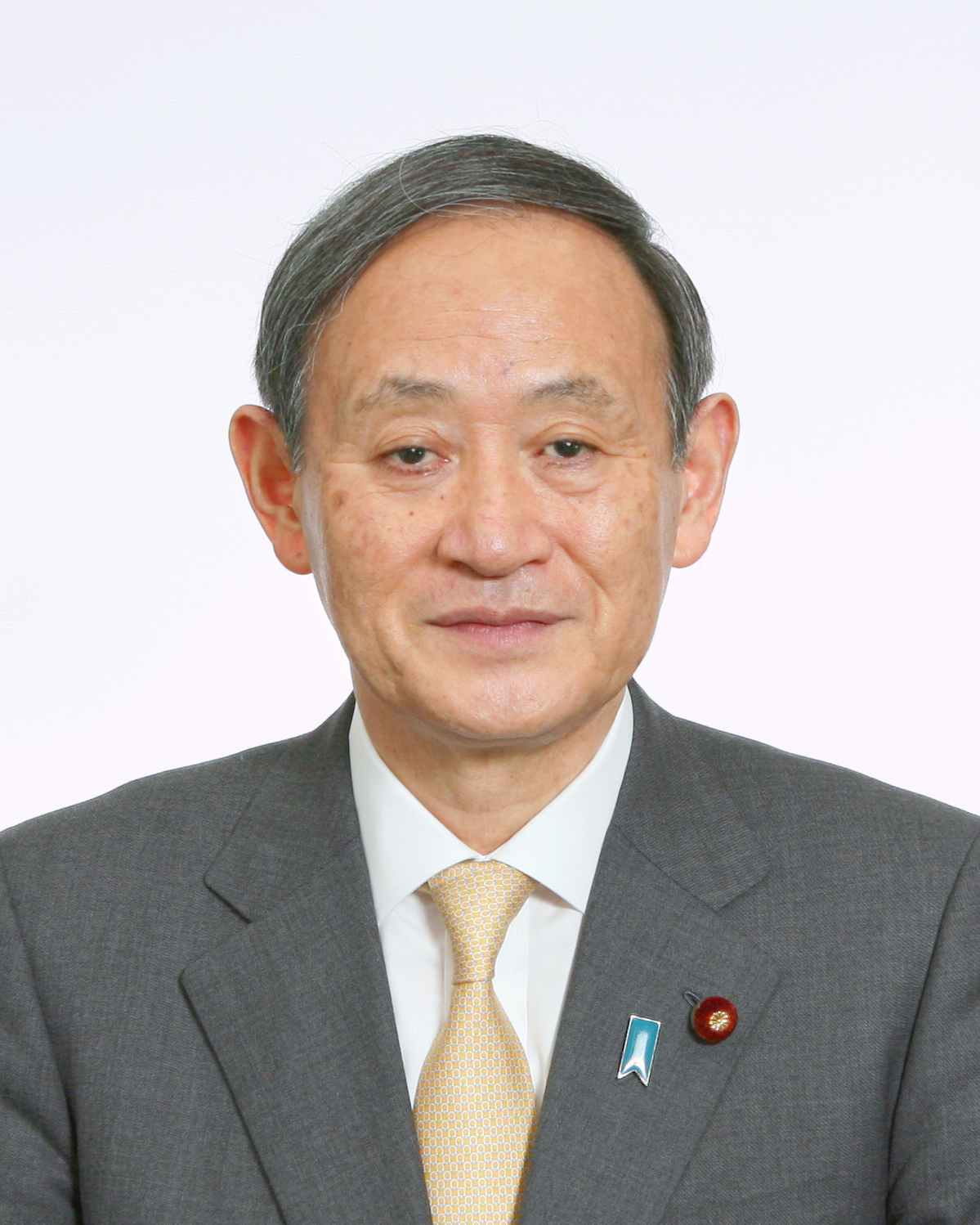
JPN Yoshihide Suga, Primo ministro
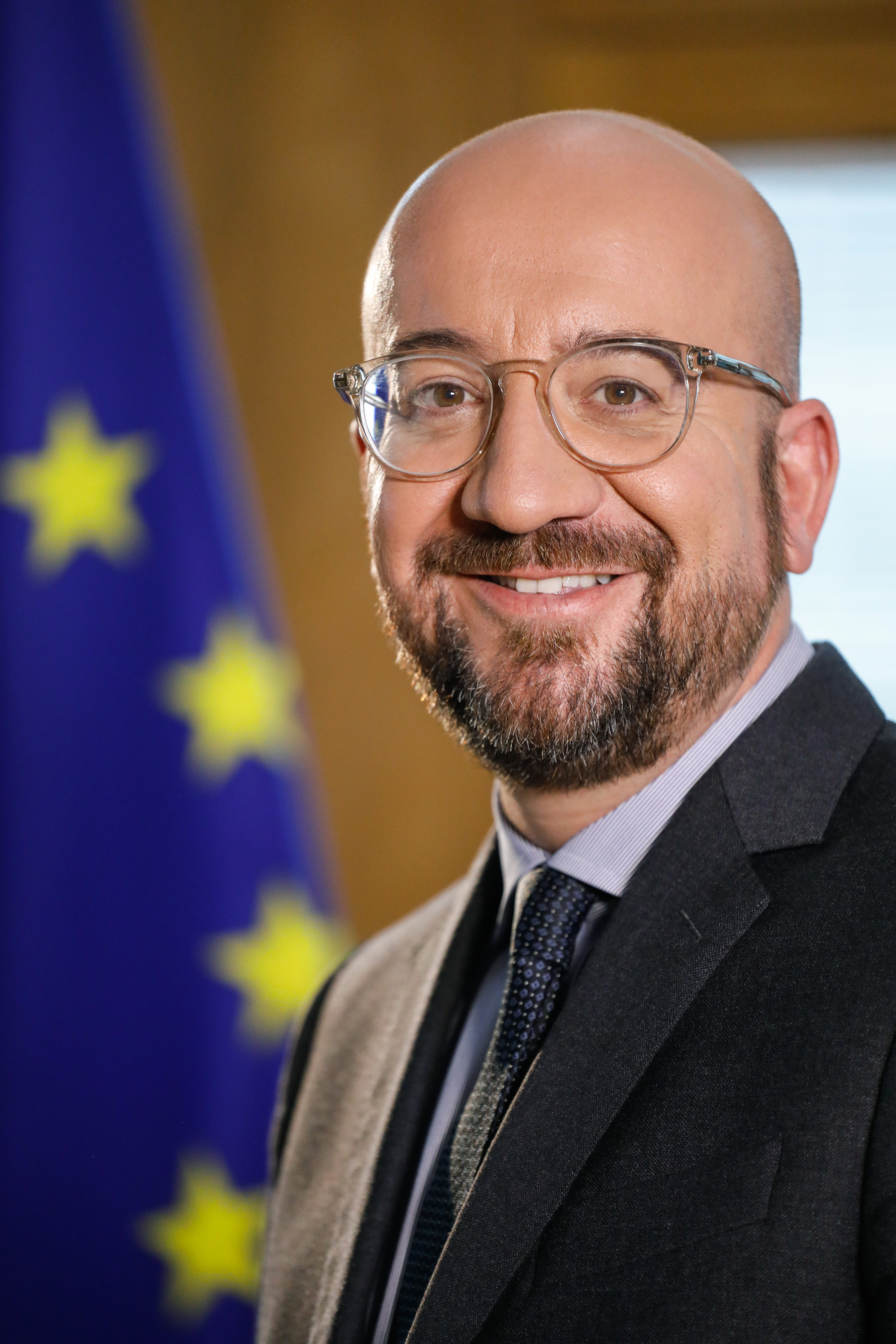
' Charles Michel, Presidente del Consiglio europeo
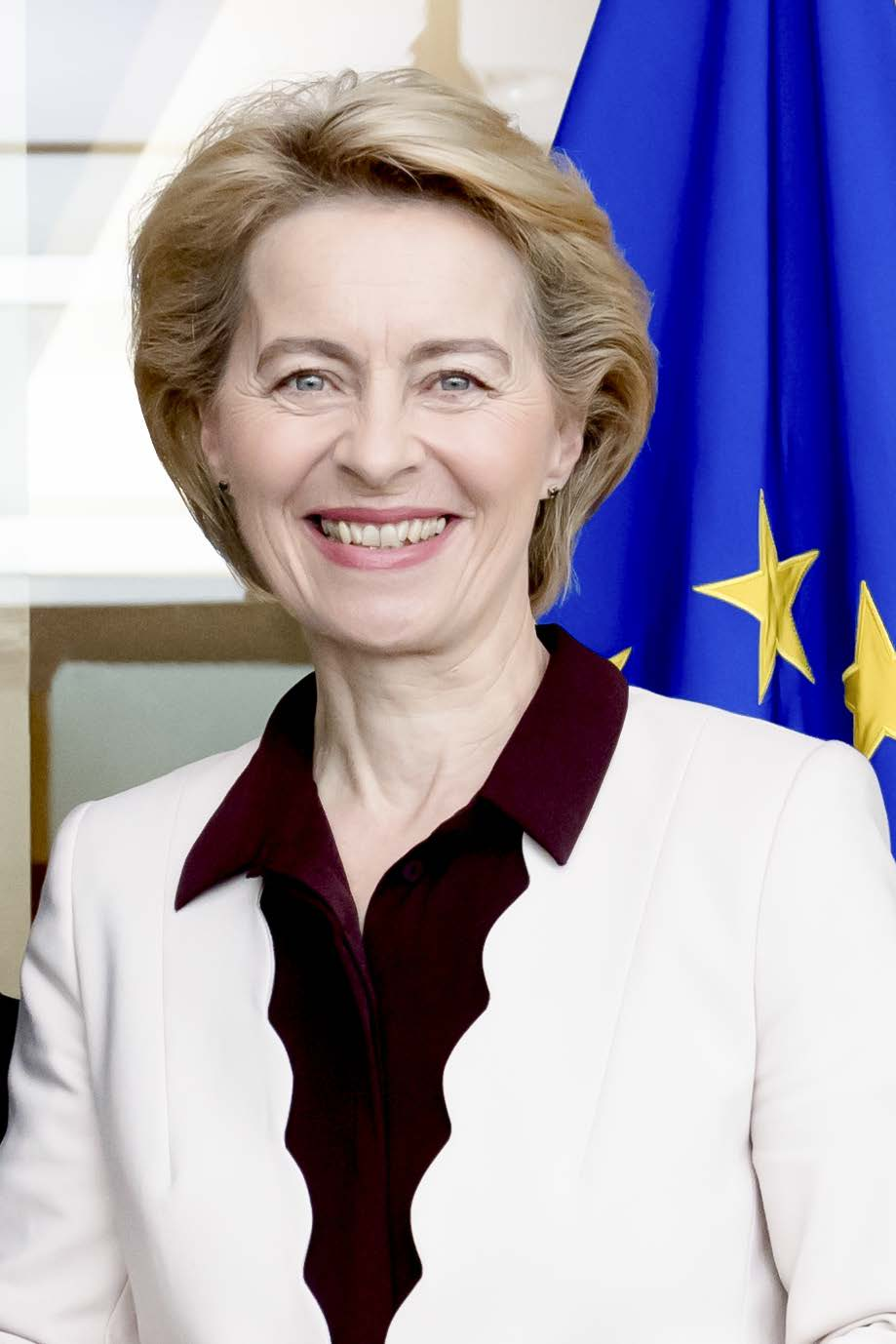
' Ursula von der Leyen, Presidente della Commissione

| I membri del G7 In grassetto lo Stato ospitante | Rappresentato da     | Titolo                               |
| ----------------------------------------------- | -------------------- | ------------------------------------ |
| Stati Uniti                                     | Donald Trump         | Presidente                           |
| Francia                                         | Emmanuel Macron      | Presidente                           |
| Canada                                          | Justin Trudeau       | Primo ministro                       |
| Germania                                        | Angela Merkel        | Cancelliere                          |
| Giappone                                        | Yoshihide Suga       | Primo ministro                       |
| Italia                                          | Giuseppe Conte       | Presidente del Consiglio             |
| Regno Unito                                     | Boris Johnson        | Primo ministro                       |
| Unione europea                                  | Ursula von der Leyen | Presidente della Commissione europea |
| Unione europea                                  | Charles Michel       | Presidente del Consiglio europeo     |

- Stati Uniti
Donald Trump,
Presidente
- Francia
Emmanuel Macron, 
Presidente
- Canada
Justin Trudeau,
Primo ministro
- Italia
Giuseppe Conte,
Presidente del Consiglio
- Regno Unito
Boris Johnson,
Primo ministro
- Germania
Angela Merkel,
Cancelliere
- Giappone
Yoshihide Suga, 
Primo ministro
- Unione europea
Charles Michel,
 Presidente del Consiglio europeo
- Unione europea
Ursula von der Leyen, Presidente della Commissione